# Różnorodność biologiczna

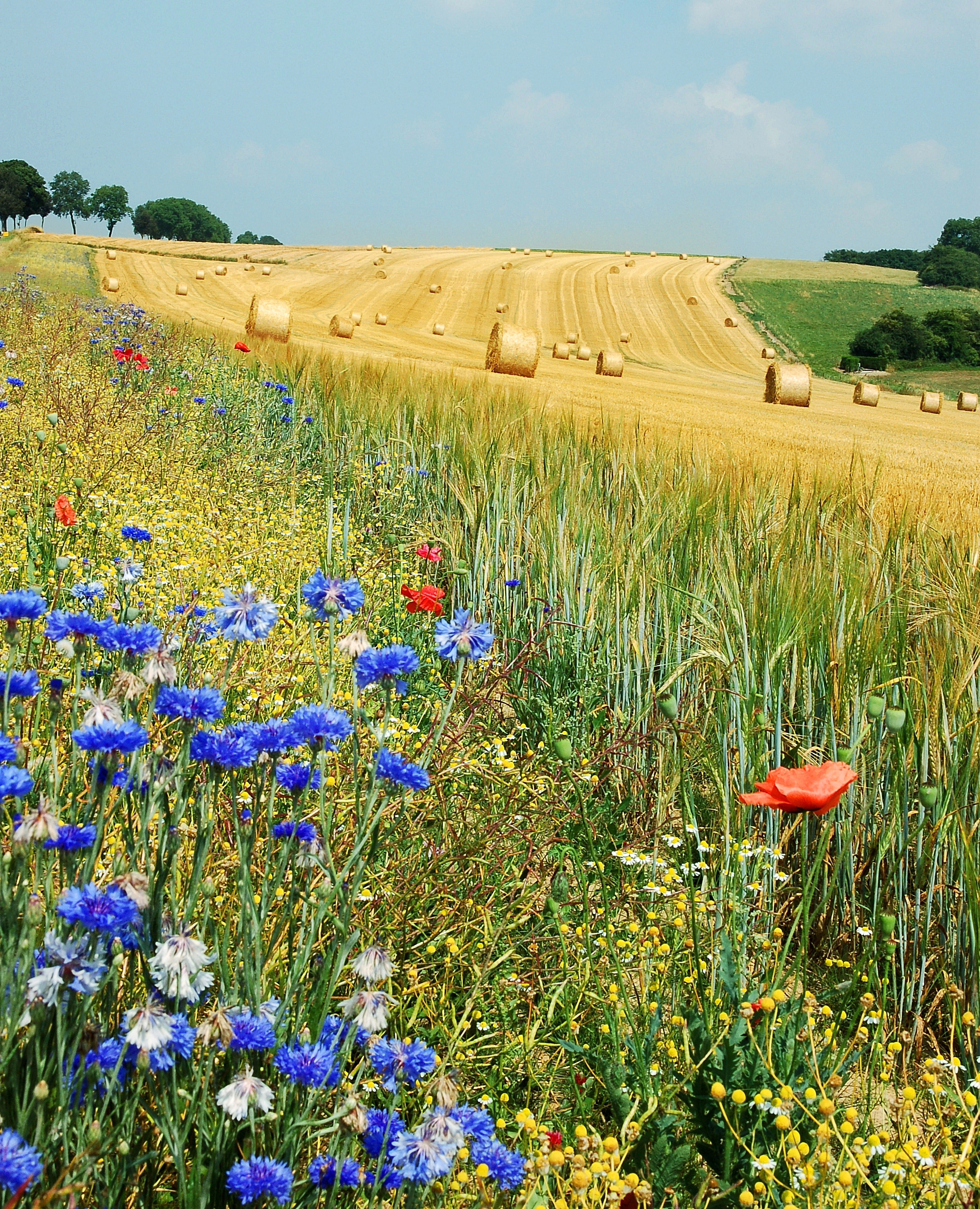
Przykład bioróżnorodności w rolnictwie

Różnorodność biologiczna, bioróżnorodność (ang. biodiversity) – zróżnicowanie życia na wszelkich poziomach jego organizacji. Obejmuje zróżnicowanie genów, gatunków oraz ekosystemów.

## Definicje i pomiar
Zgodnie z Konwencją o różnorodności biologicznej różnorodność biologiczna to zróżnicowanie wszystkich żywych organizmów występujących na Ziemi w ekosystemach lądowych, morskich i słodkowodnych oraz w zespołach ekologicznych, których są częścią (zob. struktura ekosystemu). Dotyczy ona różnorodności w obrębie gatunku (różnorodność genetyczna), pomiędzy gatunkami oraz różnorodności ekosystemów. Bioróżnorodność jest często stosowanym określeniem dla sumy gatunków lub ekosystemów analizowanych lub porównywanych obszarów.
Istnieje wiele definicji różnorodności biologicznej oraz sposobów jej określania i pomiaru. W celu porównywania różnorodności biologicznej rozmaitych środowisk lub różnorodności biologicznej zespołów organizmów zamieszkujących jakieś środowisko stosuje się rozmaite wskaźniki, do najczęściej stosowanych należą:
- bogactwo gatunkowe (liczba znalezionych gatunków), liczba wszystkich gatunków eukariontów żyjących na Ziemi jest szacowana na 8,7 (±1,3) mln[3],
- bogactwo rzadkich gatunków (liczba gatunków znalezionych w określonym, niewielkim odsetku próbek),
- wskaźniki Shannona, Simpsona, Margaleff, Pielou i inne.

## Etymologia
Termin bioróżnorodność to kontaminacja "bio" i "różnorodność". Termin 'różnorodność biologiczna' (ang. biological diversity) stworzony został przez Thomasa Lovejoya w 1980 r. W powszechnym użyciu znalazł się od około połowy lat 80. Forma biodiversity jest tworem autorstwa M.W. Rosena, który współorganizował konferencję National Forum on Biological Diversity w 1986 roku (klasyczna praca Biodiversity, edytowana przez Edwarda Wilsona, jest zbiorem referatów z tej konferencji). Pojęcie stosowane jest w kontekście zagrożeń dla środowiska naturalnego, w szczególności w odniesieniu do zagadnienia wymierania gatunków.

## Znaczenie
Bioróżnorodność ma podstawowe znaczenie dla ewolucji oraz trwałości układów podtrzymujących życie w biosferze. W celu ochrony bioróżnorodności konieczne jest przewidywanie, zapobieganie oraz zwalczanie przyczyn zmniejszania się lub jej zanikania. Zubożenie bioróżnorodności wyraża się poprzez:
- utratę siedlisk,
- wymieranie gatunków,
- zmniejszanie zróżnicowania genowego w populacjach.

## Ochrona
Dla zachowania i wzbogacania różnorodności biologicznej duże znaczenie ma zróżnicowanie siedlisk i oddziaływania człowieka, w szczególności ochrona siedlisk słabo lub wcale nieprzekształconych (naturalnych).
Kluczowe znaczenie dla zachowania różnorodności biologicznej w przestrzeni rolniczej mają:
- zadrzewienia śródpolne,
- oczka wodne i torfowiska,
- miedze,
- ekstensywnie użytkowane łąki[4] i pastwiska.

Na terenach leśnych kluczowe znaczenie dla utrzymania różnorodności biologicznej mają:
- spróchniałe drzewa i powalone pnie (martwe drewno),
- starodrzewy,
- torfowiska i polany śródleśne.